# Jonathan Goodman
Pour les articles homonymes, voir Goodman.
Jonathan Goodman, né Jonathan William Walter Goodman le 17 janvier 1931 dans le quartier de Wimbledon, à Londres, et mort le 10 janvier 2008 en Angleterre, est un historien et un écrivain britannique, auteur de roman policier.

## Biographie
Jonathan Goodman naît dans le quartier londonien de Wimbledon en 1931. Il effectue son service national dans la Royal Air Force. Il travaille comme metteur en scène et producteur au Richmond Theatre à Londres, au Theatre Royal à Windsor, s’installe ensuite à Belfast pour une tournée théâtrale, avant de revenir en Angleterre.
En 1961, il commence une carrière d’écrivain et publie le roman policier Instead of Murder, suivi de Criminal Tendencies et de Hello Cruel World, Goodbye en 1964. Il participe à l’écriture d'épisodes pour la série télévisée No Hidding Place mais quitte le poste par désintérêt. Il rejoint le Liverpool Playhouse (en) à Liverpool. Sur place, il se passionne pour une ancienne affaire criminelle non résolue, l’assassinat de Julia Wallace en 1931 dans le quartier d’Anfield. Son mari William Herbert Wallace (en) fut d’abord reconnu coupable, puis acquitté. Goodman effectue des recherches sur le sujet, refait l’enquête et parvient selon lui à identifier et confondre le véritable assassin. Il livre le résultat de son investigation dans le récit The Killing of Julia Wallace.
À la suite du succès de ce livre, il se spécialise dans les affaires criminelles et publie de nombreux ouvrages sur le sujet. Il devient écrivain à temps plein en 1982. Il produit notamment des anthologies d’histoires criminelles, des récits d’enquêtes sur des affaires célèbres (le procès de Lizzie Borden, l’affaire Hawley Harvey Crippen, le meurtre non résolu de Joseph Bowne Elwell (en) ou un récit sur Ruth Ellis, la dernière femme à être exécutée au Royaume-Uni) et des essais sur les assassins et leurs motivations. Il produit également des critiques littéraires et des articles pour la presse britannique.
Goodman décède en 2008 à l’âge de 76 ans.
En France, deux de ses romans policiers furent traduits et publiés : l’un dans la collection Inter-Police, l’autre dans la collection Série Noire.

## Œuvre

### Romans policiers
- Instead of Murder (1961) Publié en français sous le titre Carambolages en chaîne, traduction de Fabienne Janson, Paris, Presses internationales, coll. « Inter-Police » no 66, 1961.
- Criminal Tendencies (1964) Publié en français sous le titre Coup de pouce, traduction d’André Bénat, Paris, Éditions Gallimard, coll. « Série noire » no 990, 1965.
- Hello Cruel World, Goodbye (1964)
- The Last Sentence (1971)

### Essais et récits historiques
- The Killing of Julia Wallace (1969)
- Posts-mortem: Correspondence of Murder (1971)
- Bloody Versicles: Rhymes of Crime (1971)
- Trial of Ian Brady and Myra Hindley: Moors Case ou The Moors Murders (1973)
- Trial of Ruth Ellis (1974)
- Burning of Evelyn Foster (1977)
- The Pleasures of Murder: Classic Stories of True Crime (1983)
- The Stabbing of George Harry Storrs (1983)
- The Railway Murders (1984)
- Crippen File (1985)
- The Seaside Murders: Thirteen Classic True Crime Stories (1985)
- Acts of Murder (1986)
- The Christmas Murders (1986)
- Murder in High Places (1987)
- The Slaying of Joseph Bowne Elwell (1987)
- Murder in Low Places (1988)
- The Oscar Wilde File (1988)
- Stabbing of George Henry Storrs (1988)
- The Vintage Car Murders (1988)
- The Country House Murders (1988)
- The Art of Murder: Classic True-crime Stories (1990)
- The Lady Killers: Famous Women Murderers (1990)
- The Passing of Starr Faithfull (1990) Récit de la mort de Starr Faithfull
- The Medical Murders: Classic True-crime Stories (1991)
- The Supernatural Murders: Classic True-crime Stories (1992)
- Masterpieces of Murder: The Creme De La Crime from the Finest Chronicles of True Murder (1992)
- The Daily Telepraph Murder File: The Startling Facts Behind a Century's Headlines (1993)
- Murder High and Low (1994)
- The Daily Telegraph Modern Murder File: Crimes That Shook the World (1995)
- The Trail to Washoe (2003)
- Tracks to Murder (2005)
- Murder on Several Occasions (2007)

## Source
- Claude Mesplède et Jean-Jacques Schleret (Éd. rév. de: SN, voyage au bout de la Noire), Les Auteurs de la Série noire, 1945-1995, Nantes, Joseph K, coll. « Temps noir », 1996, 627 p. (ISBN 978-2-910-68611-6, OCLC 300207570), p. 205.